# Bandera de la dinastía Qing
La bandera de la dinastía Qing, también conocida como bandera del Dragón amarillo (en chino tradicional:黃龍旗; chino simplificado :黄龙旗; pinyin: huánglóngqí), fue un emblema adoptado a finales del siglo XIX que presentaba al dragón azur sobre un campo amarillo liso con la perla roja llameante en la esquina superior izquierda. Se convirtió en la primera bandera nacional de China.
La dinastía Qing, que gobernó toda China desde 1644 hasta el derrocamiento de la monarquía durante la revolución Xinhai, fue la última dinastía imperial en la historia del país. Entre 1862 y 1912, la dinastía se representó con la bandera del dragón.

## Diseños
El dragón chino encarna la figura del emperador, el color amarillo representa a la casa imperial y la perla roja forma parte de los estandartes manchúes. El diseño de la bandera se basó en gran medida en el «estandarte amarillo liso», uno de los tres ejércitos de estandartes «superiores» entre las ocho banderas bajo el mando directo del propio emperador de China, y uno de los cuatro estandartes del «ala derecha».

### Las Ocho Banderas
Las Ocho Banderas eran divisiones administrativas/militares bajo la dinastía Qing en las que se ubicaban todos los hogares manchúes. En la guerra, las Ocho Banderas funcionaban como ejércitos, pero el sistema de estandartes era también el marco organizativo básico de toda la sociedad manchú.

Bandera Amarilla Llana
Bandera Amarilla Bordeada
Bandera Blanca Llana
Bandera Blanca Bordeada
Bandera Roja Plana
Bandera Roja Bordeada
Bandera Azul Llana
Bandera Azul Bordeada

## Versión triangular (1862-1889)
El Incidente del Arrow de 1856 se produjo como resultado de que buques civiles chinos enarbolaran banderas extranjeras, ya que la dinastía Qing no tenía bandera oficial en ese momento. En 1862, marineros de las armadas china y británica se enfrentaron en Wuhan, en el río Yangtsé. En respuesta a las protestas del gobierno británico de que sus barcos no podían distinguir adecuadamente entre las embarcaciones de la armada china y los barcos civiles, el príncipe Yixin instó a Zeng Guofan a crear una bandera gubernamental para los Qing. Sugirió el uso de una bandera del dragón amarillo, que también se utilizó como uno de los ocho estandartes de los manchúes y del ejército chino. Después de la debida consideración, Zeng Guofan concluyó que una bandera cuadrada se parecía demasiado a la bandera amarilla lisa de los ocho estandartes y tenía el potencial de ser vista como un respaldo a dicha jerarquía; en cambio, eliminó una esquina para crear una bandera triangular.
La versión triangular de la bandera del dragón amarillo estaba restringida únicamente al uso naval y gubernamental, a ningún barco civil se le permitía ondear el banderín amarillo y nunca se convirtió formalmente en la bandera nacional. Sin embargo, en algunas ocasiones diplomáticas y en exposiciones internacionales, esta bandera se utilizó para representar a China.

## Versión rectangular (1889-1912)

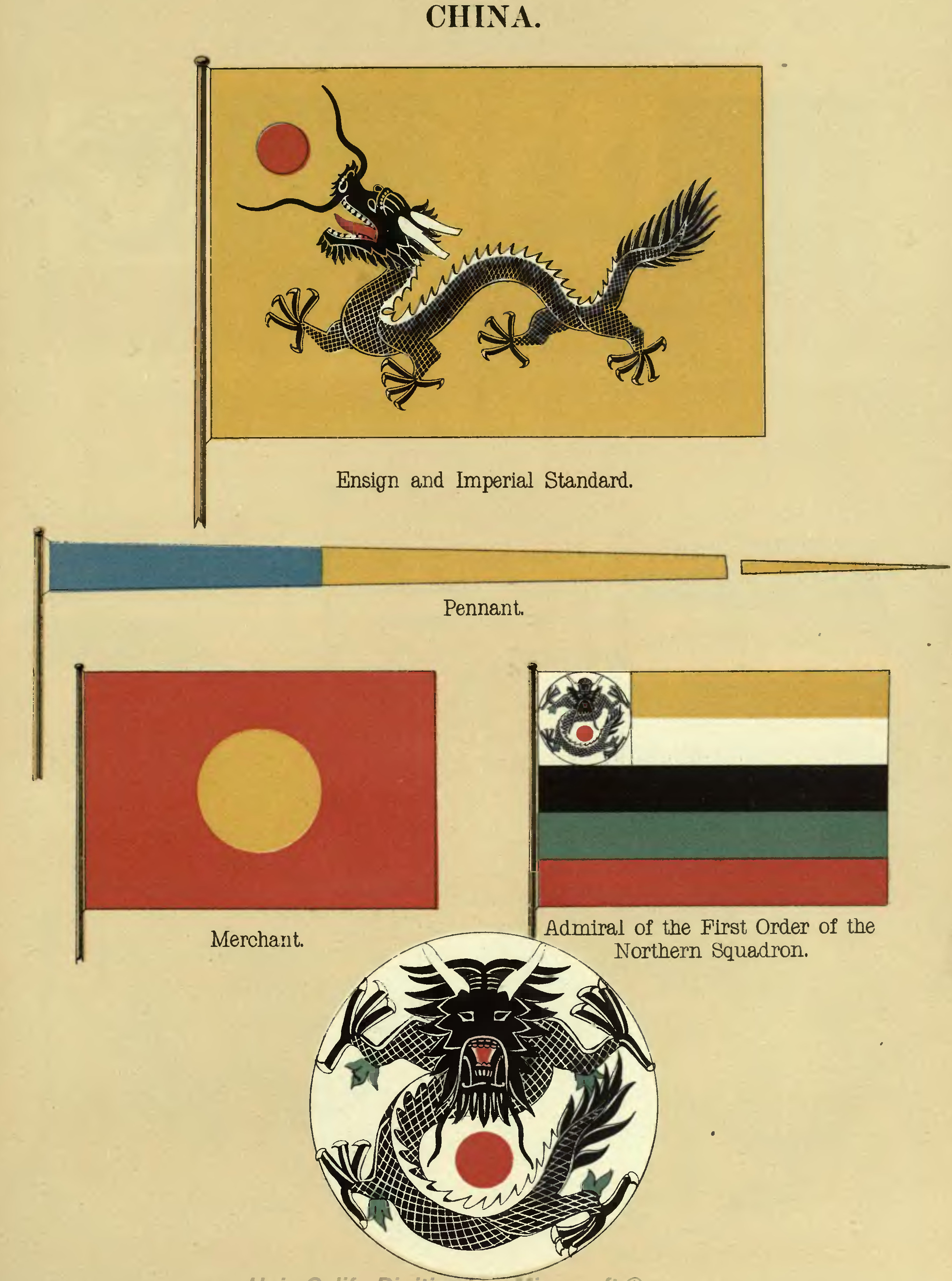
Una introducción a las banderas nacionales en 1899.

En septiembre de 1881, cuando los dos cruceros Chaoyong y Yangwei encargados desde Birkenhead (Inglaterra), llegaron a China, Li Hongzhang se dio cuenta de que una insignia triangular era única entre las banderas navales de otros países. Como resultado, solicitó permiso a la corte imperial y posteriormente modificó la bandera naval triangular por una rectangular.
Al ver a los países occidentales ondear banderas nacionales en ocasiones oficiales, Li Hongzhang también pidió a la emperatriz viuda Cixí que seleccionara una bandera nacional para la dinastía Qing. Entre las propuestas para el uso de la bandera pa kua, la bandera del dragón amarillo y la bandera Qilin, Cixí seleccionó el diseño del dragón amarillo. En 1888, la corte imperial promulgó la bandera naval como bandera nacional Qing.

## Influencia
La noción de amarillo como representante de la etnia manchú se utilizó en las banderas de las Cinco razas bajo una unión de la República de China y en la bandera del Imperio de China, respectivamente, aunque en 1912 la primera fue cuestionada por Sun Yat-sen, quien consideró inapropiado usar el color imperial tradicional para representar la etnia manchú. Además, el amarillo mostaza se usó en la bandera de Manchukuo en deferencia a la dinastía Qing, en cuya bandera se basó.
El dragón azul apareció en el Emblema Nacional de los Doce Símbolos, que fue el emblema estatal de China de 1913 a 1928.

## Banderas navales

### Propuesta de Horatio Nelson Lay (1862)
Cuando la dinastía Qing compró buques de guerra del Reino Unido en 1862, Horatio Nelson Lay diseñó varias banderas navales basadas en la bandera personalizada que diseñó. Estas propuestas no fueron reconocidas por el gobierno de la dinastía Qing.

Pabellón naval chino propuesta, diseñada por Horatio Nelson Lay.

### Flota de Beiyang (1874-1890)
La Flota de Beiyang se creó en 1874 y se introdujeron varias banderas de rango basadas en las tradicionales banderas oficiales de cinco colores de la antigua armada china.

Bandera del almirante
Bandera del subcomandante
Bandera de funcionario de alto rango, para funcionarios distintos de la marina.

### Flota de Beiyang (1890-1909)
La Flota de Beiyang se convirtió en la armada nacional según las Regulaciones de la Flota de Beiyang en 1888. Sin embargo, las banderas de rango no se actualizaron hasta 1890, cuando William Metcalfe Lang y Liu Buchan disputaron sobre sus banderas de rango en un incidente. Por lo tanto, los asesores de la Marina Real británica propusieron cinco nuevas banderas de rango para reemplazar el sistema simple de banderas de dos rangos.

Bandera propuesta del almirante
Bandera propuesta del vicealmirante
Bandera propuesta del contraalmirante
Bandera propuesta de comodoro de primera clase
Bandera propuesta de comodoro de segunda clase

Sin embargo, estas propuestas no fueron adoptadas por la dinastía Qing. Más tarde, en 1890, se introdujeron nuevas banderas de rango.

Bandera del almirante
Bandera de funcionario de alto rango
Bandera del comandante de minadores
Bandera del comodoro